# Saint-Mard (Meurthe-et-Moselle)
Saint-Mard é uma comuna francesa na região administrativa de Grande Leste, no departamento de Meurthe-et-Moselle. Estende-se por uma área de 2,95 km². Em 2010 a comuna tinha 92 habitantes (densidade: 31,2 hab./km²).